# Graham Cole

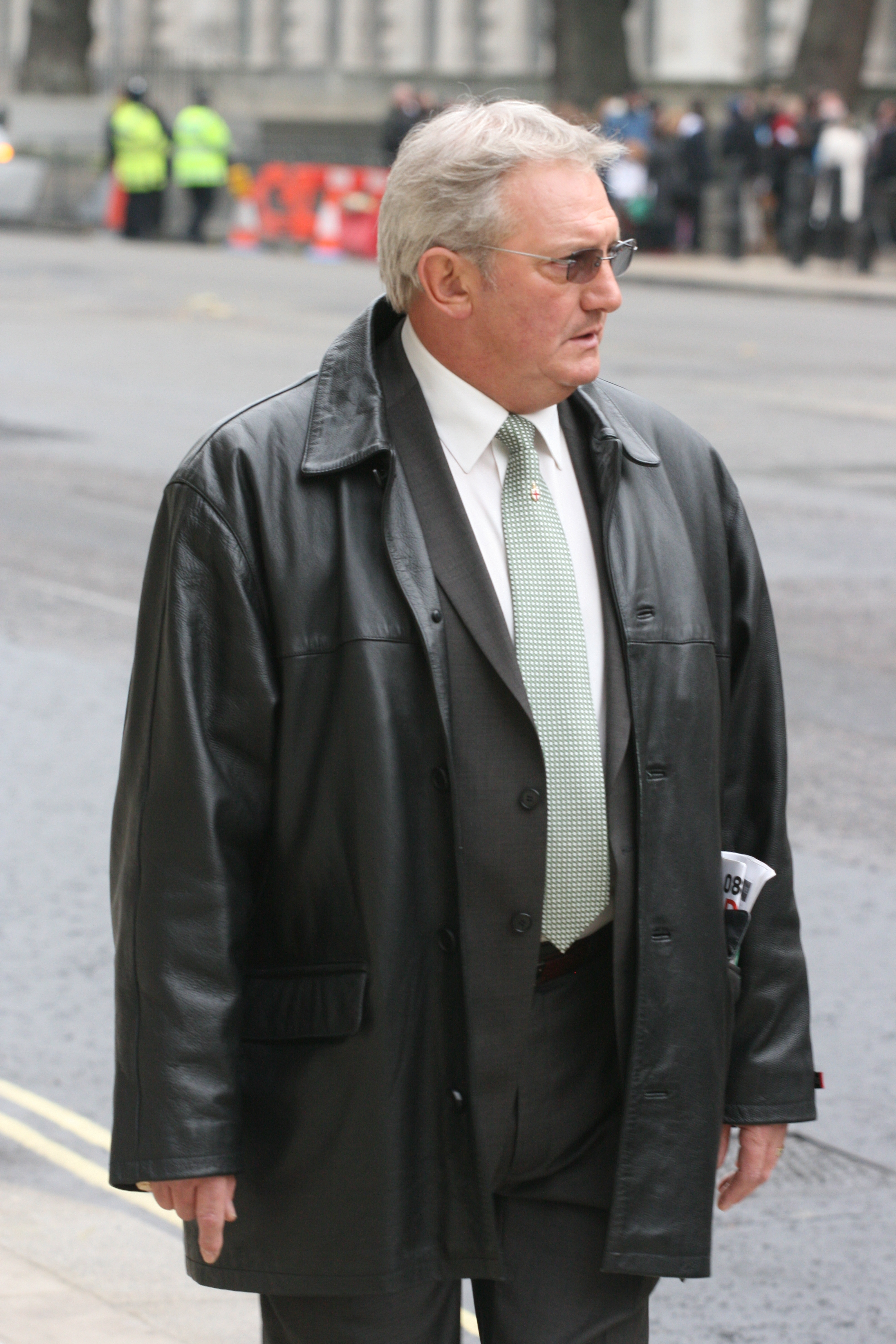
Graham Cole

Graham Cole (geboren "Graham Coleman-Smith") (Willesden, 16 maart 1952) is een Engels acteur.
Vooraleer hij begon als acteur, werkte hij in een ziekenhuis. Graham speelt als acteur onder meer sinds 1987 Tony Stamp in de ITV-politieserie The Bill. Voordien speelde hij al mee in de serie als onbenoemde politieagent. Hij verscheen in verschillende afleveringen van Doctor Who in de jaren tachtig.
Cole is naast acteur ook zanger. Hij speelde in musicals als "Aladdin" en "Beauty and the Beast".
Cole is getrouwd in 1989 en heeft twee kinderen, Matthew en Laura.
- Library of Congress Control Number: nb2010032325
- Virtual International Authority File: 160514418
- WorldCat: E39PBJwhtBWVPHpwQYH3Dq7j4q